# Jesús Benito
Jesús Benito (23 de junio de 1962) es un deportista español que compitió en taekwondo. Ganó dos medallas en el Campeonato Mundial de Taekwondo en los años 1979 y 1982, y tres medallas en el Campeonato Europeo de Taekwondo entre los años 1978 y 1984.

## Palmarés internacional
| Campeonato Mundial | Campeonato Mundial     | Campeonato Mundial | Campeonato Mundial |
| Año                | Lugar                  | Medalla            | Categoría          |
| ------------------ | ---------------------- | ------------------ | ------------------ |
| 1979               | Stuttgart (RFA)        | Medalla de plata   | –52 kg             |
| 1982               | Guayaquil (Ecuador)    | Medalla de plata   | –56 kg             |
| Campeonato Europeo |                        |                    |                    |
| Año                | Lugar                  | Medalla            | Categoría          |
| 1978               | Múnich (RFA)           | Medalla de plata   | –53 kg             |
| 1980               | Copenhague (Dinamarca) | Medalla de plata   | –56 kg             |
| 1984               | Stuttgart (RFA)        | Medalla de bronce  | –56 kg             |